# Bitva u Brunanburhu
Bitva u Brunanburhu byla vybojovaná roku 937 mezi silami anglického krále Æthelstana a spojenými silami Olafa Godfridsona, krále Dublinu, Konstantina II., krále Alby, a Owaina, krále Strathclyde. Bitva byla reakcí na anglickou invazi do Skotska, započatou v roce 934 pravděpodobně po porušení mírové smlouvy ze strany Konstantina II. Olafovy síly se v srpnu přepravily z Irska a spojily se se silami spojenců postupujících na anglické území ze severu. K rozhodujícímu střetnutí došlo v měsíci říjnu a skončilo vítězstvím anglického krále, který tak upevnil jednotu anglického království. Místo bitvy není přesně známo.